# 一如
一如（1352年—1425年），明代僧人，浙江上虞人，字一庵，晚号退翁，俗姓孙。十三岁时于长庆寺出家，后前往杭州宝奎寺受学。洪武十八年（1385年）主松江崇庆寺，后又主苏州北禅寺。洪武二十七年（1394年），溥洽法师延请一如为天禧寺都讲。次年，主杭州天竺灵山寺。洪武三十一年（1398年），又迁居上天竺寺。洪熙元年（1425年），圆寂于北京海印寺。
他曾编辑过《禅宗语录》、《法华经科注》、《大明三藏法數》等书。